# Cneorum
Cneorum es un género con dos especies de plantas con flores perteneciente a la familia Rutaceae según el sistema APG y APW y en la familia Cneoraceae en el sistema Cronquist.  

## Descripción
Está formado por arbustos con hojas alternas, simples y enteras, coriáceas; flores hermafroditas actinomorfas, trímeras o tetrámeras, hipoginas, agrupadas en cimas; fruto drupáceo tricoco.

## Especies
- Cneorum tricoccon. Mediterráneo occidental.
- Cneorum trimerum. Cuba. Considerada por algunos autores como sinónima de la anterior.[1][2]
- Cneorum pulverulentum, endémica en Canarias, pertenece al género monotípico Neochamaelea, que es considerado por algunos autores sinónimo de Cneorum.[1][3]

## Sinonimia
- Neochamaelea (Engl.) Erdtman